# Nanase Nishino
Nanase Nishino (西野 七瀬, Nishino Nanase) est une chanteuse, modèle et idole japonaise, née le 25 mai 1994 dans la Préfecture d'Osaka, membre du groupe féminin Nogizaka46 de 2011 à 2018.

## Biographie
Lors des auditions pour un nouveau groupe, Nishino chante Akai Ito de Yui Aragaki,. Elle est sélectionnée avec plus de trente autres finalistes pour former la première génération du groupe Nogizaka46, créé par le producteur Yasushi Akimoto, ayant créé auparavant le populaire  groupe AKB48, dont Nogizaka46 est désormais désigné son rival officiel.
En novembre 2012, Nanase Nishino participe avec d'autres membres de Nogizaka46, Kazumi Takayama, Ami Nōjō, Mai Fukagawa et Yumi Wakatsuki, au Grand Prix de Macao du World Touring Car Championship (WTCC) en tant que supportrices de l’équipe Cipher Racing Team.
Nishino est l'un des membres les plus reconnaissables du groupe. Elle a participé à presque toutes les chansons figurant sur les simples du groupe. Elle devient pour la première fois le membre central sur le 8e simple du groupe Kizuitara Kataomoi sorti en avril 2014,, puis sur le 9e intitulé Natsu no Free & Easy sorti en juillet 2014. En mois de juillet, Nishino participe avec quelques autres membres du groupe à Japan Expo au parc des expositions de Paris-Nord Villepinte en France où elle y donne un concert et des entrevues.
Passée à l'âge adulte en mai 2014, Nishino passe sa cérémonie de la majorité le 10 janvier 2015 pour ses vingt ans avec d'autres camarades de groupe tels que Sayuri Inoue, Kana Nakada, Seira Nagashima, Ami Nōjo et Yumi Wakatsuki. En février suivant, elle est encore une fois choisie pour être le membre central du nouveau simple du groupe Inochi wa Utsukushii qui sort le 18 mars. Par ailleurs, elle sort le même mois son premier livre de photos en solo intitulé Fudangi. Peu après, elle annonce travailler en tant que mannequin exclusif pour le magazine de mode japonais Non-no.

## Vie personnelle

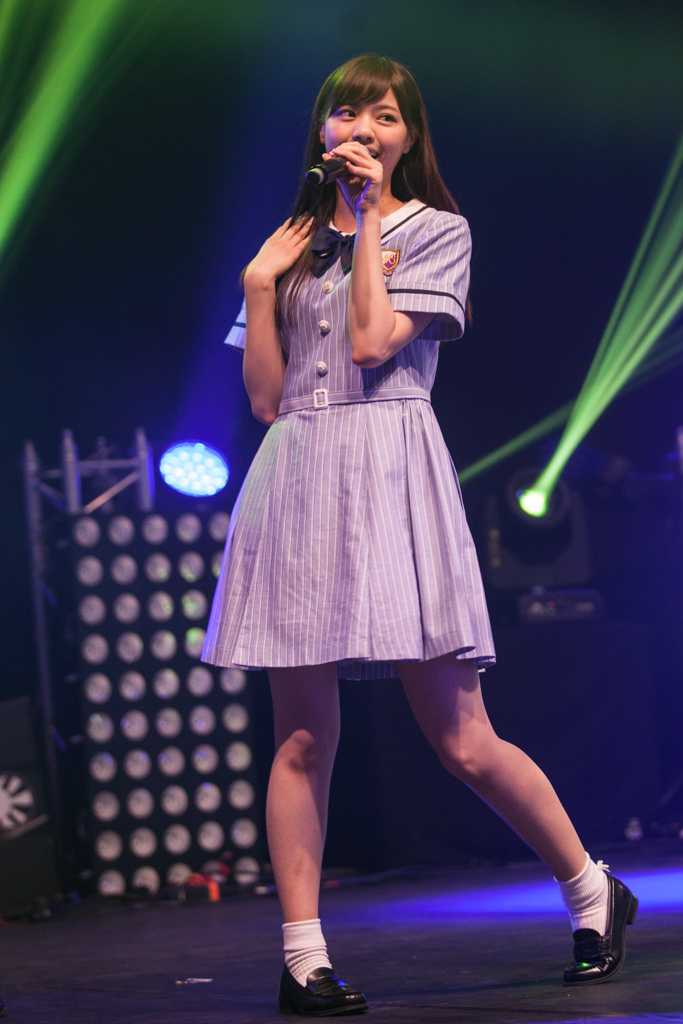
Nishino en concert avec Nogizaka46 à Japan Expo Paris Nord-Vilepinte, en juillet 2014.

- Nishino se révèle être sensible à la lumière du Soleil. Elle a l'habitude de se poser sur les sièges arrière dans les véhicules afin de se protéger des rayons de soleil.
- Ses loisirs sont le dessin et la lecture[11]. Elle lit principalement des mangas.
- Elle est très proche de sa camarade de Nogizaka46, Rina Ikoma.

## Discographie en groupe
Avec Nogizaka46
| #       | Date de sortie   | Titre                         | Titre original         | A participé aux chansons                                                                          |
| Albums  | Albums           | Albums                        | Albums                 | Albums                                                                                            |
| ------- | ---------------- | ----------------------------- | ---------------------- | ------------------------------------------------------------------------------------------------- |
| 1       | 7 janvier 2015   | Tōmei na Iro                  | 透明な色               | Boku ga Iru Basho Hitori Yogari                                                                   |
| 2       | 25 mai 2016      | Sorezore no Isu               | それぞれの椅子         | Kikkake Taiyō ni Kudokarete Yokubō no Reincarnation Kōgōsei                                       |
| Singles |                  |                               |                        |                                                                                                   |
| 1       | 22 février 2012  | Guru Guru Curtain             | ぐるぐるカーテン       | Guru Guru Curtain Nogizaka no Uta Aitakatta Kamoshirenai Ushinaitakunai Kara Shiroi Kumo ni Notte |
| 2       | 2 mai 2012       | Oide Shampoo                  | おいでシャンプー       | Oide Shampoo Kokoro no Kusuri House!                                                              |
| 3       | 22 août 2012     | Hashire! Bicycle              | 走れ! Bicycle          | Hashire! Bicyle Sekkachi na Katatsumuri Hito wa Naze Hashiru no ka? Oto ga Denai Guitar           |
| 4       | 19 décembre 2012 | Seifuku no Mannequin          | 制服のマネキン         | Seifuku no Mannequin Yasashisa Nara Ma ni Atteru                                                  |
| 5       | 13 mars 2013     | Kimi no Na wa Kibō            | 君の名は希望           | Kimi no Na wa Kibō Shakiiism Romantic Ikayaki Psychokinesis no Kanosei                            |
| 6       | 3 juillet 2013   | Girl's Rule                   | ガールズルール         | Girl's Rule Sekai de Ichiban Kodoku na Lover Hoka no Hoshi kara Ningen to iu Gakki                |
| 7       | 27 novembre 2013 | Barrette                      | バレッタ               | Barrette Tsuki no Ookisa Sonna baka na...                                                         |
| 8       | 2 avril 2014     | Kizuitara Kataomoi            | 気づいたら片思い       | Kizuitara Kataomoi Romance no Start Toiki no Method Danke Schön                                   |
| 9       | 9 juillet 2014   | Natsu no Free & Easy          | 夏のFree&Easy          | Natsu no Free & Easy Mukuchi na Lion Boku ga Ikanakya Dare ga Ikunda?                             |
| 10      | 8 octobre 2014   | Nandome no Aozora ka?         | 何度目の青空か？       | Nandome no Aozora ka? Tōmawari no Aijō Korogatta Kane wo Narase! Tender days                      |
| 11      | 18 mars 2015     | Inochi wa Utsukushii          | 命は美しい             | Inochi wa Utsukushii Gomen ne Zutto...                                                            |
| 12      | 22 juillet 2015  | Taiyō Knock                   | 太陽ノック             | Taiyō Knock Mou Sukoshi no Yume Hane no Kioku                                                     |
| 13      | 28 octobre 2015  | Ima, Hanashitai Dareka ga Iru | 今、話したい誰かがいる | Ima, Hanashitai Dareka ga Iru Popipappapā Kanashimi no Wasurekata Sukima                          |
| 14      | 23 mars 2016     | Harujion ga Sakukoro          | ハルジオンが咲く頃     | Harujion ga Sakukoro Tsuribori                                                                    |
| 15      | 27 juillet 2016  | Hadashi de Summer             | 裸足でSummer           | Hadashi de Summer Boku Dake no Hikari                                                             |
| 16      | 9 novembre 2016  | Sayonara no Imi               | サヨナラの意味         | Sayonara no Imi Kodoku na Aozora                                                                  |

## Filmographie
Dramas
- 2013 - 49[12]
- 2015 - Tenshi no Knife[13]
- 2015 - Hatsumori Bemars[14]
- 2016 - Uchū no Shigoto[15]

Doublage
- 2016 - One Piece Film: Gold: Alba[16]

## Shows
- 2012 Girls Award 2012 A/W[17]
- 2013 Girls Award 2013 S/S[18]
- 2013 Girls Award 2013 A/W[19]
- 2014 Girls Award 2014 A/W[20]
- 2015 Girls Award 2015 S/S[21]
- 2015 Tokyo Girls Collection Kitakyūshū 2015[22]
- 2016 Girls Award 2016 S/S[23]
- 2016 Tokyo Girls Collection 2016 S/S[24]
- 2016 Girls Award 2016 A/W[25]
- 2016 Tokyo Girls Collection 2016 A/W[26]

## Divers
Photobooks
1. 18 février 2015 - Fudangi[27]
2. 27 septembre 2016 - Kaze o Kigaete[28]